# Духless (фильм)
«Духless» — психологическая драма Романа Прыгунова по роману Сергея Минаева «Духless. Повесть о ненастоящем человеке».
Сначала планировалось, что фильм выйдет осенью 2011 года, но премьера состоялась 21 июня 2012 года на 34-м Московском международном кинофестивале, где «Духless» был выбран в качестве фильма открытия. На российские экраны картина вышла 4 октября 2012 года. 5 марта 2015 года вышло продолжение фильма, «Духless 2», в написании сценария которого принимал участие Сергей Минаев.

## Сюжет
Главный герой фильма — 29-летний топ-менеджер крупного российско-французского банка Максим (Макс) Андреев. Он обладает собственной дорогой машиной, пентхаусом и активно участвует в различных светских вечеринках. Свою жизнь Макс тратит на зарабатывание денег, а деньги — на атрибуты гламурной жизни. Но вскоре он задумывается о происходящем. Кинокартина повествует о переоценке себя и жизни вокруг, о преодолении внутреннего кризиса.

## Актёрский состав
По словам создателей: «Перед началом съёмок всем было очевидно: угадаем с актёром — получится фильм, промахнёмся — спасти историю будет невозможно».
После кастинга и видеопроб на главную роль был утверждён Данила Козловский. Позже Козловский так высказался по поводу проделанной работы: «У книги, по которой мы делали фильм, был подзаголовок „повесть о ненастоящем человеке“. Я понимаю, что имел в виду автор, но я хотел сделать Макса человеком настоящим. Я не имею в виду — „пример для всех“ или „образец для подражания“. „Настоящим“ — значит, живым».
На роль Юли, члена акционистской группы «Свободные радикалы» и возлюбленной главного героя, была приглашена актриса театра Петра Фоменко Мария Андреева.
Михаил Ефремов сыграл роль Кондратова — босса главного героя.

### Актёры и роли
- Данила Козловский — Максим (Макс) Андреев, топ-менеджер банка
- Мария Андреева — Юля, студентка, активистка группы «Свободные радикалы»
- Артём Михалков — Вадим, друг и партнер Макса, бизнесмен
- Никита Панфилов — Миша, клубный промоутер, приятель Макса
- Артур Смольянинов — Авдей, глава группы «Свободные радикалы»
- Михаил Ефремов — Алексей Алексеевич Кондратов, президент банка от российской стороны, босс Макса
- Мария Кожевникова — Эльвира, модель, девушка Макса
- Сергей Белоголовцев — Володя Гулякин, директор питерского филиала банка
- Марина Казанкова — Наталья Викторовна, заместитель Гулякина
- Саша Бурдо — Алан Гарридо, вице-президент банка от французской стороны
- Игорь Войнаровский — Пархоменко, сотрудник департамента банка
- Анна Науменко — Катя, секретарша Макса
- Дмитрий Дорохов — Саша
- Наталья Самолётова — Оксана
- Оксана Кутузова — Алёна Суворова, бывшая подруга Макса
- Алексей Шахбанов — Костя
- Даниил Воробьёв — Мистер Икс
- Дмитрий Грачёв — Супермэн

## Съёмочная группа
Режиссёром проекта стал Роман Прыгунов. «Духless» — его третья полнометражная картина после «Одиночества крови» и «Индиго». До прихода в кино Роман снимал музыкальные клипы.

 Сценарий Дениса Родимина мне сразу понравился: в нём я почувствовал уникальный для нашего кино сплав сумасшедшего драйва, модной стилистики рассказа, интересной скандальной фактуры и близкой каждому человеку темы морального выбора, поиска себя в современном мире, вещей, которые заставляют задуматься.— Роман Прыгунов
Прыгунов убедил продюсеров пригласить в проект также молодого оператора Фёдора Лясса, известного по работе с арт-режиссёрами. На проекте работали две команды стилистов и художников по костюмам: Юлия Субботина, обладающая большим опытом работы в кино, и известный фэшн-дизайнер из дуэта Chistova/Endaurova — Анна Чистова.

## История создания

### Сценарий
Изданный в 2006 году роман Сергея Минаева «Духless. Повесть о ненастоящем человеке» в короткие сроки разошёлся большим тиражом. В связи с этим он был дважды переиздан в России, а также — в Великобритании, Германии, Австрии, Швейцарии, Болгарии и даже во Вьетнаме. Суммарный проданный тираж «Духless» превысил 1 000 000 экземпляров.
Продюсер Пётр Ануров (компания «Кинослово») прочитал роман одним из первых и сразу начал переговоры о приобретении прав на его экранизацию, на которые претендовали сразу несколько российских кинокомпаний.

Нам показалось очень интересным сделать из этой истории полнометражное кино. В романе был современный интересный герой, яркая актуальная фактура, узнаваемые персонажи и реалии, то есть всё, что обычно является проблемой для российских киноисторий. Остальное предстояло сделать талантливому киносценаристу.— Пётр Ануров
Понимая сложность задачи перенесения романа на экран, Пётр Ануров пригласил сценариста Дениса Родимина, который написал сценарии для фильмов «Бумер», «Бумер. Фильм второй» и «Олимпиус инферно». Работа велась более двух лет, в результате съёмки велись по 9-му варианту сценария, небольшие правки вносились уже в процессе. Книжная основа претерпела множество изменений, добавились новые персонажи и сюжетные линии, а события, места действия и диалоги были актуализированы в соответствии с настоящим временем.

У вас не возникнет ощущения, что вы смотрите фильм про начало или середину нулевых. Создателям удалось сделать остросовременный фильм, даже слишком современный. Тем не менее, все лучшие сцены и персонажи романа в фильме сохранены.— Сергей Минаев
По словам авторов, они старались сделать не дословную экранизацию романа, а совершенно самостоятельное произведение, рассказать историю героя среднего возраста: его вечного бега по жизни, вечного поиска духовных ценностей. В фильме выстроена человеческая история персонажа, в которой есть трагизм, лирика, а главное — спасение. Именно этим он отличается от героя книги.

### Съёмки
Съёмки фильма начались в сентябре 2009 года со сцен в Санкт-Петербурге, а далее — в Москве. Но доснять проект в том же году не получилось. В связи с разгаром кризиса у студии возникли сложности с финансированием проекта, так как часть инвесторов отказалась от своих обязательств. На тот момент было отснято 60 % материала, начались переговоры о привлечении партнёров. После того, как режиссёр показал материал Фёдору Бондарчуку, тот согласился войти в проект вместе со своим бизнес-партнёром Дмитрием Рудовским, благодаря чему картина была закончена.

Бездуховность — один из главных недугов современного общества. Зрителям фильм может быть интересен выводами авторов картины — можно ли спастись от бездуховности?— Дмитрий Рудовский
С самого начала проекта было принято решение снимать всё в реальных локациях, чтобы передать аутентичную атмосферу светской жизни. Особой удачей создатели считают офис главного героя, помещение одного из крупных банков в Москва-Сити.
Технически сложная сцена беспорядков снималась в Столешниковом переулке и готовилась не один день: были сооружены баррикады, привлечён московский ОМОН, исполнители ролей радикальной молодёжи учились зажигать файеры.
Несмотря на длинный календарный период производства (2009—2010 года), фильм был снят всего за 39 съёмочных дней. «Сценарий был очень дробным — более 150 сцен, 55 съёмочных объектов, около 200 персонажей, — рассказывает Роман Прыгунов, — мы сделали ставку на тщательную подготовку, чтобы уложиться в отведённый продюсерами бюджет и график».
Подруга героя показана в фильме социальной активисткой, чего в книге нет. Создатели ввели в фильм аллюзию на арт-группу «Война» — группировку «Свободные радикалы». При написании сценария режиссёр фильма Роман Прыгунов встречался с активистами и они вдохновили его на то, чтобы сделать героев именно такими. Звучащая в фильме фраза «ах ты сексист грёбаный, ты мне слова вставить не даёшь» — это слова Надежды Толоконниковой, сказанные во время их встречи.
Перед съёмками фильма Роман Прыгунов посоветовал съёмочной группе посмотреть видео акций «Войны» — чтобы почувствовать настроение протеста и понять, как должны себя вести члены группы «Свободные радикалы». Мария Андреева, исполнительница роли Юли: «Мне кажется, в протестном движении такого рода больше иронии и самоиронии, чем агрессии. Это такое театрализованное хулиганство, которое скорее очаровательно, чем опасно».
В перерыве между съёмками исполнитель главной роли Данила Козловский сломал руку на спектакле в Санкт-Петербурге. Тем не менее, актёр приехал в Москву и с гипсом участвовал в съёмках блока интерьерных сцен (клубы, танцы, эротические сцены).
На стадии постпродакшн была привлечена команда, состоящая из монтажёра Николая Булыгина, саунд-дизайнера Ивана Титова и композитора Павла Есенина. Эта команда уже работала вместе на проектах «Ёлки» и «Выкрутасы».

## Саундтрек
Создатели картины привлекли к проекту современных музыкантов, занимающихся электронной музыкой, а также приобрели права на ряд зарубежных композиций. В фильм вошло несколько западных хитов, среди которых танцевальный хит «Speak» (Ee-Sma), песня группы Black Strobe «I am a man» и «Bon, Bon, Bon» (Vanessa Contenay). Кроме того, в фильме использовано несколько классических произведений, которые были перезаписаны большим симфоническим оркестром под управлением Юрия Башмета.
Автором заглавного саундтрека к фильму, по рекомендации Сергея Минаева, стал Вася Обломов, известный благодаря интернет-хиту «Еду в Магадан». На его песню «Ритмы окон» было также создано музыкальное видео (режиссёр Марат Адельшин), в которое вошли фрагменты из фильма.

## Фестивали
- Фильм открывал 34-й Московский международный кинофестиваль 21 июня 2012 года, где был впервые представлен на большом экране[17].
- 14 июля фильм был представлен гостям 3-го Одесского международного кинофестиваля[18].
- 15—16 сентября 2012 состоялись показы в рамках кинофестиваля «Балтийская жемчужина» (Рига)[19][20].
- 16 ноября 2012 года фильм был показан в Тель-Авиве на фестивале «Неделя Российского кино в Израиле».

## Премьерные показы
«Духless» был официально представлен 4 городам: Москва (18.09.2012), Санкт-Петербург (01.10.2012), Днепропетровск (02.10.2012) и Киев (03.10.2012).

## Реакция

### Прокат
Интерес к «Духless» появился задолго до выхода на экраны. И по мере приближения даты премьеры он только нарастал. Причиной тому послужил показ фильма в рамках открытия ММКФ 21 июня, а также эффективная промокампания картины, неоднократно отмеченная представителями киноиндустрии как одна из самых сильных и успешных. И, несмотря на расхождение во мнениях и наличие скептицизма в среде кинокритиков, «Духless» попал в число самых ожидаемых премьер 2012 года.

«Духless» — один из самых ожидаемых фильмов года, экранизация бестселлера Сергея Минаева. — «Российская газета»
Ещё до премьеры фильм называли «современной версией Евгения Онегина».
В первый день кинопроката кассовые сборы составили 29,5 млн руб. А по результатам первого уик-энда его стартовые кассовые сборы по России и СНГ составили 161,2 млн руб. К тому моменту фильм посмотрела уже 671 тысяча зрителей. Этот результат практически вдвое превзошёл прогнозы продюсеров. Компания Universal Pictures Россия, занимающаяся дистрибуцией «Духless», отметила, что фильм продемонстрировал рекордные показатели стартовых сборов среди российских картин.
По итогам первого уик-энда количество прокатных копий фильма по России было увеличено с 666 до 687.
За второй уик-энд фильм заработал 94,5 млн руб., потеряв 41 % от стартовых сборов. Результатом этого стало удержание релизом первой строчки сборов и получение звания самого кассового российского фильма года.
Среди очевидных достоинств киноленты упоминается киноадаптация сюжета, работа оператора и режиссёра, а также актёрский состав, в частности, исполнитель главной роли Данила Козловский. Среди мнений также имело место то, что «Духless» несколько опоздал с выходом на широкий экран. «Духless» хоть и снимался по мотивам одноимённой книги, но, тем не менее, стал самостоятельным произведением. На одном из показов Фёдор Бондарчук заметил, что была проведена тщательная и трудоёмкая работа над адаптацией сюжета книги.

…переписывали диалоги и придумывали дополнительные коллизии. И хотя историю не адаптировали под сегодняшние реалии специально, некоторые сюжетные линии (например, протестные акции молодежи) оказались более чем актуальны…— «Сноб» 

### Кассовые сборы
Россия и СНГ (666+21 копий):
|                            | Первый уик-энд (4—7 октября 2012 г.) | Второй уик-энд (11—14 октября 2012 г.) | Третий уик-энд (18—21 октября 2012 г.) | Четвёртый уик-энд (25—28 октября 2012 г.) | Пятый уик-энд (1—4 ноября 2012 г.) | Шестой уик-энд (8—11 ноября 2012 г.) |
| -------------------------- | ------------------------------------ | -------------------------------------- | -------------------------------------- | ----------------------------------------- | ---------------------------------- | ------------------------------------ |
| Сборы за уик-энд, руб. ($) | 161 208 957 ($5 200 289)             | 94 518 151 ($3 048 973)                | 39 481 294 (1 283 945)                 | 12 518 041 (400 577)                      | 3 605 258 (118 711)                | 1 515 620 (48 115)                   |
| Все сборы, руб. ($)        | 161 208 957 ($5 200 289)             | 308 921 022 ($9 965 194)               | 379 715 947 (12 248 902)               | 404 071 587 (13 034 567)                  | 411 518 621 (13 550 168)           | 414 296 787 (13 364 412)             |
| Зрители за уик-энд, чел.   | 671 004                              | 405 245                                | 168 774                                | 54 350                                    | 14 584                             | 5 369                                |
| Все зрители, чел.          | 671 004                              | 1 339 194                              | 1 786 166                              | 1 910 277                                 | 1 947 240                          |                                      |

Украина (78 копий)
|                          | Первый уик-энд (4—7 октября 2012 г.) | Второй уик-энд (11—14 октября 2012 г.) | Третий уик-энд (18—21 октября 2012 г.) | Четвёртый уик-энд (25—28 октября 2012 г.) | Пятый уик-энд (1—4 ноября 2012 г.) |
| ------------------------ | ------------------------------------ | -------------------------------------- | -------------------------------------- | ----------------------------------------- | ---------------------------------- |
| Сборы за уик-энд, $      | 400 321                              | 250 200                                | 112 590                                | 44 964                                    | 10 318                             |
| Все сборы, $             | 400 321                              | 800 641                                | 1 007 056                              | 1 028 774                                 | 1 052 767                          |
| Зрители за уик-энд, чел. | 76 190                               | 47 847                                 | 23 255                                 | 8 325                                     | 2 106                              |
| Все зрители, чел.        | 76 190                               | 152 745                                | 193 942                                | 203 325                                   | 208 952                            |

Фильм «Духless» заработал за время проката на территории России и СНГ 414 296 787 рублей ($13 364 412). В кинотеатрах его увидели почти 2 миллиона зрителей. Интерес к картине сохранялся на протяжении почти всех уик-эндов.
По итогам пятого уик-энда показа «Духless» на Украине, общее число зрителей составило 208 952 человек, которые наполнили кассу киноленты $1 052 767.
С 8 ноября стартовали продажи DVD и Blu-ray.

### Критика
Как и книга, фильм был принят неоднозначно.
По мнению рецензента «Известий» Ларисы Юсиповой, «фильм Прыгунова <…> имеет к кино ровно столько же отношения, сколько бестселлер Сергея Минаева — к литературе».
По мнению рецензента «Афиши», фильм снят с «безотказным клипмейкерским автоматизмом» и является «энциклопедией штампов, банальностей, общих мест, которыми принято описывать жизнь обеспеченных горожан 2000-х». В рецензии также отмечено, что фильм знаменует собой первое появление современного протестного движения в российском игровом кино: «Говорят, однако, что линию с группой протестных активистов занесло в фильм, так сказать, свежим ветром перемен — по ходу дела группировка превращается из ячейки движения PETA в подобие арт-группы «Война», а под конец вообще строит баррикады в Столешниковом, но несмотря на все колебания и неопределённости, это определённо первое появление условных „людей с Болотной“ в игровом кино».
Марина Латышева, рецензент «РБК daily», отметила хорошо реализованную техническую сторону (монтаж и операторскую работу), а главным недостатком назвала отсутствие персонажа, за которым интересно наблюдать. Поэтому, по её словам, фильм выглядит как подделка. Алексей Крижевский, рецензент «Газета.Ru» в целом высказал схожее мнение и указал на некую идейную схожесть с фильмом Филиппа Янковского «В движении».
Александр Кондуков в рецензии для «Rolling Stone Russia», как и другие рецензенты, среди недостатков отметил фальшь и избыток гламура и назвал «Духless» фильмом «преимущественно для офисных девушек».

## Награды и номинации
- Пять номинаций на премию «Золотой орёл»:
  - лучший фильм
  - лучшая режиссёрская работа (Роман Прыгунов)
  - лучшая мужская роль (Данила Козловский) — победа
  - лучшая операторская работа (Федор Лясс)
  - лучший монтаж (Николай Булыгин)